# 斗氏刀海龍
斗氏刀海龍（学名：Solegnathus dunckeri），為輻鰭魚綱棘背魚目海龍魚科刀海龍屬的其中一種，該物種主要分布於澳洲東部及豪勳爵島，棲息在大陸棚及大陸坡。